# Wilfredo García (Ringer)
Wilfredo García Quintana (* 29. Oktober 1977) ist ein ehemaliger kubanischer Ringer. Er wurde 1997 Weltmeister im freien Stil im Fliegengewicht.

## Werdegang
Wilfredo García Quintana begann als Jugendlicher im Jahre 1986 mit dem Ringen. Er konzentrierte sich dabei auf den freien Stil und gehörte einem Ringerclub in Pinar del Río an. Trainiert wurde er hauptsächlich von Juan Caballero. Er studierte Sport und rang bei einer Größe von 1,59 Metern im Halbfliegengewicht und wechselte später in das Fliegengewicht.
Im Jahre 1993 erschien er erstmals bei einer internationalen Meisterschaft, der Junioren-Weltmeisterschaft der Altersgruppe "Cadets" in Duisburg. Er gewann dort in der Gewichtsklasse bis 47 kg hinter Rakesh Kumar aus Indien und Dschamal Mamejew aus Russland eine Bronzemedaille. Ein Jahr später, 1994, wurde er in Budapest Junioren-Weltmeister der Altersgruppe "Juniors" in der Gewichtsklasse bis 46 kg. Dabei verwies er İlyas Şükrüoğlu aus der Türkei und Ali Mohammad Gholam aus dem Iran auf die Plätze. Im Jahre 1995 wurde er in Teheran wiederum Junioren-Weltmeister, dieses Mal in der Altersgruppe "Espoirs" und zwar im Halbfliegengewicht. Er siegte dabei vor Rudik Margarjan aus Armenien und Assen Kumanow aus Bulgarien.
1997 startete er bei der Weltmeisterschaft in Krasnojarsk bei den Senioren. Er überraschte dabei die Fachwelt und wurde als 20-Jähriger gleich Weltmeister im Fliegengewicht mit Siegen über Jose Barreto Infante, Venezuela, Romică Rașovan, Deutschland, Herman Kantojeu, Belarus, Maxim Molonow, Russland und Jin Ju-dong, Nordkorea.
Diesen Erfolg konnte Wilfredo García Quintana in den folgenden Jahren nicht mehr wiederholen. 1998 kam er bei der Weltmeisterschaft in Teheran auf den 11. Platz. Er verlor dort gegen Armen Simonjan aus Armenien, siegte über Thomas Röthlisberger aus der Schweiz und unterlag gegen Jung Soon-won aus Südkorea. 1999 erreichte er bei der Weltmeisterschaft in Ankara nach einem Sieg über Georgi Gagischwili aus Georgien und einer Niederlage gegen Mevlana Kulaç aus der Türkei nur den 20. Platz. Im Jahre 2000 war er auch bei den Olympischen Spielen in Sydney am Start, kam dort aber nach einem Sieg über Nurdin Donbajew aus Kirgisistan und einer Niederlage gegen Herman Kantojeu nur auf den 14. Platz. Den letzten Start bei einer internationalen Meisterschaft in seiner Karriere absolvierte er schließlich im Jahre 2001 bei der Weltmeisterschaft in Sofia. Im Fliegengewicht musste er dort aber Niederlagen von Aljaksandr Kantojeu aus Russland und von Michail Japaridse aus Kanada hinnehmen und landete abgeschlagen auf dem 19. Platz.
Sehr erfolgreich kämpfte Wilfredo García Quintana bei den Panamerikanischen Spielen bzw. den Panamerikanischen Meisterschaften. 1999 siegte er bei den Panamerikanischen Spielen in Winnipeg vor Paul Ragusa aus Kanada und Eric John Akin, Vereinigte Staaten. 2000 wurde er in Cali/Kolumbien vor Lou Rosselli aus den Vereinigten Staaten und Michail Japaridse und 2001 in Santo Domingo/Dominikanische Republik, vor Timothy Hill aus den Vereinigten Staaten und Hector Luis Camacho aus Venezuela jeweils panamerikanischer Meister.

## Internationale Erfolge
| Jahr | Platz | Wettbewerb                                                 | Gewichtsklasse | Ergebnisse |
| 1993 | 3.    | Junioren-WM (Cadets) in Duisburg                           | bis 47 kg      | hinter Rakesh Kumar, Indien, und Dschamal Mamejew, Russland                                                                                                  |
| 1994 | 1.    | Junioren-WM (Juniors) in Budapest                          | bis 46 kg      | vor İlyas Şükrüoğlu, Türkei, und Ali Mohammad Gholam, Iran                                                                                                   |
| 1995 | 1.    | Junioren-WM (Espoirs) in Teheran                           | Halbfliegen    | vor Rudik Margarjan, Armenien, und Assen Kumanow, Bulgarien                                                                                                  |
| 1997 | 4.    | Welt-Cup in Stillwater/USA                                 | Fliegen        | hinter Lou Rosselli, USA, Leonid Tschutschunow, Russland, und Paul Ragusa, Kanada                                                                            |
| 1997 | 1.    | WM in Krasnojarsk                                          | Fliegen        | nach Siegen über Jose Barreto Infante, Venezuela, Romică Rașovan, Deutschland, Herman Kantojeu, Belarus, Maxim Molonow, Russland, und Jin Ju-dong, Nordkorea |
| 1998 | 1.    | Cerro-Pelado-International in Sancti Spíritus/Kuba         | Fliegen        | vor John Eric Akin, USA, und René Montero, Kuba |
| 1998 | 11.   | WM in Teheran                                              | Fliegen        | nach einer Niederlage gegen Armen Simonjan, Armenien, einem Sieg über Thomas Röthlisberger, Schweiz, und einer Niederlage gegen Jung Soon-won, Südkorea      |
| 1999 | 1.    | Pan Amerikanische Spiele in Winnipeg                       | Fliegen        | vor Paul Ragusa, Eric John Akin und Geovany Mora Escalante, Mexiko                                                                                           |
| 1999 | 20.   | WM in Ankara                                               | Fliegen        | nach einem Sieg über Georgi Gagischwili, Georgien, und einer Niederlage gegen Mevlana Kulaç, Türkei                                                          |
| 2000 | 5.    | Welt-Cup in Fairfax                                        | Fliegen        | hinter Behnam Tayyebi, Iran, Eric John Akin, Oleksandr Sacharuk, Ukraine, und Maxim Molonow                                                                  |
| 2000 | 2.    | Dave-Schultz-Memorial International in Colorado Springs    | Fliegen        | hinter Stephen Abas, USA, vor René Montero und Maxim Molonow                                                                                                 |
| 2000 | 1.    | Pan Amerikanische Meisterschaft in Cali/Kolumbien          | Fliegen        | vor Lou Rosselli und Michail Japaridse, Kanada |
| 2000 | 14.   | OS in Sydney                                               | Fliegen        | nach einem Sieg über Nurdin Donbajew, Kirgisistan, und einer Niederlage gegen Herman Kantojeu                                                                |
| 2001 | 1.    | Pan Amerikanische Meisterschaft in Santo Domingo/Dom. Rep. | Fliegen        | vor Timothy Hill, USA, und Hector Luis Camacho, Venezuela |
| 2001 | 19.   | WM in Sofia                                                | Fliegen        | nach Niederlagen gegen Aljaksandr Kantojeu, Russland, und Michail Japaridse                                                                                  |

## Erläuterungen
- alle Wettkämpfe im freien Stil
- OS = Olympische Spiele, WM = Weltmeisterschaft
- Halbfliegengewicht, bis 48 kg, Fliegengewicht, bis 54 kg Körpergewicht